# Freundeskreis Reichsführer SS
Freundeskreis Reichsführer SS (wcześniej Freundeskreis der Wirtschaft beim Reichsführer SS Himmler, znany również jako Keppler-Kreis – Krąg Kepplera) – grupa niemieckich przemysłowców, których celem było wzmocnienie więzi między NSDAP a niemieckim biznesem i przemysłem. Grupa została utworzona i koordynowana przez Wilhelma Kepplera, jednego z bliskich doradców ekonomicznych Adolfa Hitlera.

## Rola i rozwój
Keppler, który był członkiem NSDAP od 1927 r., utworzył w 1932 Koło w reakcji na prośbę Hitlera o utworzenie „grupy analitycznej do spraw ekonomicznych”. Początkowo członkowie nie byli członkami partii (choć wielu później do niej dołączyło) i przedstawiali grupę jako „klub dżentelmena”. Wielkość grupy nigdy nie przekroczyła 40 członków. Reprezentowane grupy obejmowały urzędników zajmujących się produkcją, bankowością i SS.
Grupa związała się z Heinrichem Himmlerem, od 1935 roku przyjacielem Kepplera. W latach 1936–1944 członkowie koła przekazywali mu około 1 miliona marek rocznie, a jedną z finansowanych z tych pieniędzy instytucji było Ahnenerbe, którego celem było udowodnienie nazistowskich teorii o wyższości rasy aryjskiej przez badania historyczne, etnograficzne, antropologiczne i archeologiczne.
Niektórzy członkowie grupy, tacy jak Friedrich Flick, później skorzystali z polityki NSDAP dotyczącej aryzacji przemysłu, wzbogacając się na majątkach żydowskich.

## Powojenne procesy członków
Po wojnie William Keppler został skazany na dziesięć lat więzienia po procesie ministerstw w Norymberdze w 1949 r. Zwolniono go w lutym 1951 r.
Friedrich Flick został również skazany na siedem lat po procesie Flicka. Zwolniono go z więzienia na początku 1950.

## Członkowie
Do grupy należeli:
- przemysłowcy:
  - Fritz Kranefuss(inne języki), bratanek Kepplera i członek zarządu w Brabag(inne języki);
  - Kurt Baron von Schröder(inne języki) i Emil Heinrich Meyer(inne języki), kierownictwo ITT Corporation(inne języki);
  - August Rosterg(inne języki), dyrektor generalny Wintershall;
  - Otto Steinbrinck, wiceprezes Vereinigte Stahlwerke AG(inne języki);
  - Emil Helfferich(inne języki), przewodniczący zarządu German-American Petroleum Company(inne języki);
  - Friedrich Flick, prezes Flick KG[3];
  - Ewald Hecker, przewodniczący Ilseder Hütte(inne języki);
  - Albert Vögler(inne języki) z Vereinigte Stahlwerke(inne języki)[3];
  - Heinrich Bütefisch(inne języki) z IG-Farben[3];
  - Karl Lindemann(inne języki) z Norddeutsche Lloyd[3];
  - Hans Walz, prezes Robert Bosch GmbH[3] (a później uhonorowany przez Jad Waszem za pracę na rzecz ratowania Żydów przed Holokaustem)[5]
- bankierzy:
  - Hjalmar Schacht, prezes Reichsbank;
  - Karl Rasche(inne języki), członek zarządu Dresdner Bank[3];
  - Friedrich Reinhart, prezes zarządu Commerzbank[3]
- politycy:
  - Carl Vincent Krogmann(inne języki);
  - Gottfried Graf von Bismarck-Schönhausen;
  - Oswald Pohl, szef biura administracyjno-gospodarczego SS[3];
  - Franz Hayler(inne języki) i Otto Ohlendorf[3];
  - sekretarz grupy Fritz Kranefuß(inne języki), były pracownik Kepplera i członek personelu osobistego Himmlera[3];
  - kierownik finansowy grupy Kurt Baron von Schröder(inne języki)